# Baldomer Ortoneda i Comas
Baldomer Ortoneda i Comas (Cambrils, 28 de maig del 1906 – Arlington, 1985), sacerdot jesuïta que va dedicar gran part de la seva vida a l'educació com a mestre al Col·legi dels Jesuïtes del carrer Casp a Barcelona i a l'exposició i confrontació del principis científics de les teories marxistes-leninistes. Va preparar juntament amb un grup de professors un llibre que exposava el seu pensament en la matèria: Principios fundamentales del marxismo-leninismo (1974). Posteriorment va recórrer un conjunt de països, principalment de l'América Llatina, exposant les seves idees. Va morir a Arlington, Virgínia en un confús accident de trànsit i avui es troba enterrat al cementeri jesuïta de la Universitat de Georgetown. Hi ha qui especula que la seva mort fou premeditada i resultat de les seves conviccions intel·lectuals contra el comunisme.

## L'obraPrincipis fonamentals del marxisme-leninisme
Ortoneda analitza en aquest llibre, publicat a Madrid però amb peu editorial de Mèxic, els múltiples errors i contradiccions interns que pensa que hi ha a la cosmovisió marxista-leninista, mitjançant un extens i rigorós estudi elaborat a partir de la lectura de més de 900 obres (incloent-hi textos de la variant maoista) i de les actes dels diversos Congressos dels Partits Comunistes.
Com a eix central de la seva anàlisi, Ortoneda va prendre les tres lleis de la "Dialèctica deduïdes de l'activitat de la Natura" i en recopilà una àmplia antologia de textos i materials procedents de Congressos Comunistes. El seu estudi va reduir a cinc els punts culminants de la teoria bàsica marxista-leninista:
- Auto-moviment de la matèria
- Fonamentació científica
- Eternitat de la matèria
- Infinitud de la matèria
- Déu, per inútil, no existeix

Un cop establerts i contrastats els objectius culminants, Ortoneda demostrà que l'aplicació d'un veritable mètode científic conduïa a conclusions discrepants:
a) La matèria no és automotriu, i els marxistes no poden provar l'origen del moviment còsmic total
b) Científicament, els contraris no existeixen: la descripció que els pensadors marxista-leninistes fan de les parelles de contraris interns és una pura ficció científica del pensament marxista, racionalment gratuïta. Així, en el raonament d'Ortoneda, queda sense fonament científico-filosòfic el que creu punt més bàsic de la teoria marxista-leninista.
c) L'auto-rehabilitació energètica, que discuteix la llei de l'entropia, creu Ortoneda que en tot cas seria una característica de la matèria que li hauria vinculat el mateix creador d'aquesta.
d) Baldomer Ortoneda conclou que la matèria és limitada i finita. El fet que la Humanitat no en pugui trobar els límits no vol dir que no existeixin. Oimés, si el marxisme afirma que la matèria és "infinita en totes les direccions", es contradiu quan alhora li atribueix canvis de qualitat o d'essència.
e) Déu existeix: si el marxisme no pot provar la infinitud absoluta de la matèria, ni el seu auto-moviment, ni la seva autorehabilitació, tampoc no pot negar que hagi rebut les seves propietats d'un Ésser absolut, Déu. Afirma a continuació Ortoneda que, per tant, la negació marxista de la divinitat és gratuïta.
Baldomer Ortoneda escriu que l'aplicació a la teoria social de les tres lleis esmentades ha contribuït als fracassos dels governs comunistes (cal notar que la seva obra fou escrita entre els anys 1960 i 1974, força abans que no comencés a caure el bloc comunista). Creu que els pensadors marxistes-leninistes ja s'havien adonat dels seus fracàs filosòfic en el XX Congrés del Partit Comunista de la Unió Soviètica, el 1956, i que per això hagueren de replantejar-se la seva cosmovisió científica.